# ماورو رودريغوس
ماورو رودريغوس (بالبرتغالية: Mauro Rodrigues‏) هو لاعب كرة قدم غيني بيساوي، ولد في 15 أبريل 2001.

## وصلات خارجية
- ماورو رودريغوس على موقع قاعدة بيانات كرة القدم.إي يو (الإنجليزية)
- ماورو رودريغوس على موقع ناشيونال فوتبول تيمز (الإنجليزية)
- ماورو رودريغوس على موقع Soccerway.com (الإنجليزية)
- ماورو رودريغوس على موقع عالم كرة القدم.نت (الإنجليزية)